# Bizalom
Bizalom es una película de drama bélico húngara de 1980 dirigida por István Szabó. Está ambientada en los últimos días de la Segunda Guerra Mundial. Sigue a dos miembros de la Resistencia que deben hacerse pasar por marido y mujer para mantenerse a salvo de los nazis, a pesar de que están casados con otras personas. Aclamada por la crítica, Szabó ganó el Oso de Plata al Mejor Director en el 30° Festival Internacional de Cine de Berlín y fue nominada al Premio de la Academia a la Mejor Película en Lengua Extranjera en los 53.ª Premios de la Academia.

## Reparto
- Ildikó Bánsági como Kata
- Péter Andorai como János
- Oszkárné Gombik como Un néni
- Károly Csáki como Un bácsi
- Ildikó Kishonti como Erzsi
- Lajos Balázsovits como Kata férje
- Tamás Dunai como Günther Hoffmann
- Zoltán Bezerédi como Pali
- Éva Bartis
- Béla Éless como Béla Éles
- Danielle du Tombe como Elza
- Gyula Gazdag como Egy férfi
- Gyöngyi Dorogi
- László Littmann como Dr. Czakó (Dr. Littmann László)
- Judit Halász como János felesége